# Christiaan Huygens
Christiaan Huygens ([ˈhœyɣəns]IPA ( výslovnost) 14. dubna 1629, Haag – 8. července 1695, Haag) byl význačný nizozemský fyzik, matematik, astronom, horolog a autor rané science fiction. K jeho zásluhám patří teleskopická pozorování vesmíru, díky nimž vysvětlil povahu prstenců kolem Saturnu a objevil jeho měsíc Titan, dále pak pokusy týkající se měření času, vynález kyvadlových hodin či výzkumy optiky a odstředivé síly.
Huygens vyslovil myšlenku, že světlo je tvořeno vlněním (dnes je známá jako Huygensův princip), která byla klíčová pro pochopení duality částice a vlnění. Znám je i pro svůj objev odstředivé síly a zákonů o kolizích vesmírných těles, vliv na vývoj moderního kalkulu a pokusy týkající se vnímání zvuku.

## Život
Narodil se ve vážené haagské rodině. Otec byl všestranně vzdělaný člověk, který ve svém domě přijímal známé osobnosti z oblasti umění i věd, jako byli například malíř Jan Vermeer nebo filozof a vědec René Descartes. Čtyři synové a dcera vyrůstali v kultivovaném prostředí, zpočátku jim vzdělání poskytoval sám otec. Uměli cizí jazyky, hráli na několik nástrojů a pořádali domácí koncerty. Christiaan měl zálibu v matematice, mechanice a logice. Byl i technicky zručný, v domácí dílně společně s bratrem postavil soustruh a zkoušel brousit čočky pro dalekohled.
V roce 1645 nastoupil na univerzitu v Leidenu, kde měl na otcovo přání studovat práva. Navštěvoval navíc přednášky z matematiky a geometrie profesora van Schootena. Po třech letech přešel na univerzitu v Bredě a pokračoval ve studiu práv, mechaniky a astronomie. Už během svých studií se zabýval matematickými problémy a své teorie později publikoval ve spisech Teorémy o kvadratuře hyperboly, elipsy a kruhu a těžišti jejich částí (1651), Objevy o velikosti kruhu (1654) a především Přehled slavných úloh z roku 1654.  Na základě poznatků z prací význačných matematiků dospěl k praktickým výpočtům pravděpodobnosti, které aplikoval na hru v kostky a své závěry shrnul ve spise De ratiociniis in ludo aleae (1657).
Huygens sice získal v roce 1649 titul doktora práv, jako člen diplomatické mise cestoval po Evropě, ale diplomatické kariéry se vzdal a plně se věnoval vědě. Umožnila mu to pravidelná finanční podpora, kterou dostával od svého otce. V dalších letech několikrát navštívil Paříž a Londýn, aby byl v kontaktu s vědeckým světem.

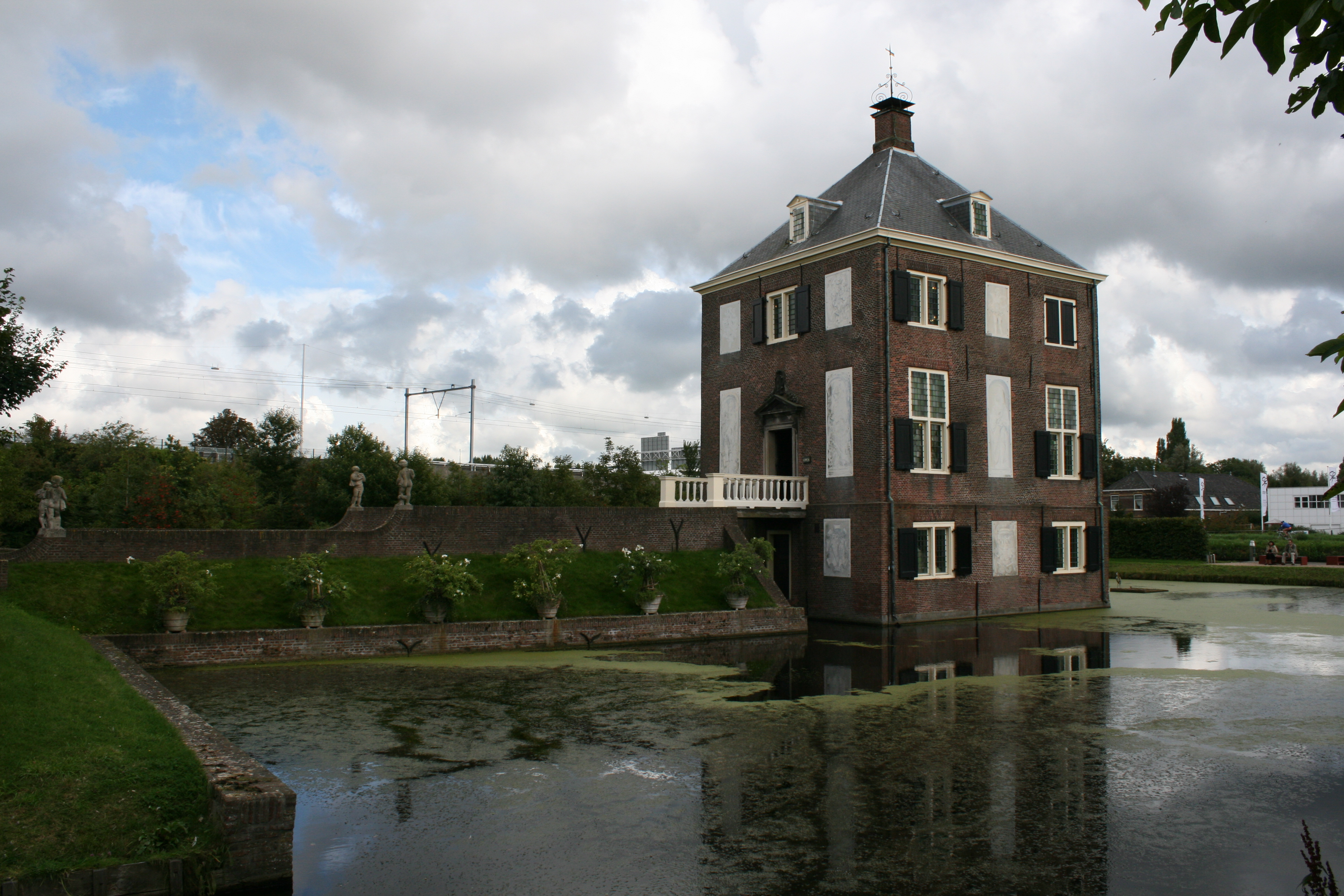
Huygensův dům ve Voorburgu (dnes muzeum)

V roce 1663 se v Londýně stal členem učené Královské společnosti (Royal Society). Na pozvání krále Ludvíka XIV. přišel v roce 1666 do Paříže, kde se stal zakládajícím členem Královské akademie věd (Academie Royale des Sciences), jejímž členem byl až do roku 1681. Z pověření krále měl Huygens zajistit přívod vody do fontán zámeckého parku ve Versailles a postavit velký vodotrysk. Úkol, na kterém s ním spolupracoval i Denis Papin, byl kvůli vysokým nákladům zastaven a jediným dílčím výsledkem mnoha pokusů byla vodní pumpa poháněná střelným prachem.  Na pařížské observatoři Huygens pokračoval ve svých astronomických pozorováních a vytvořil zde velkou část své vědecké práce.  Jeho dlouholetý pobyt v Paříži byl přerušován občasnými návštěvami Haagu za účelem léčení. Od mládí trpěl chronickou nemocí (zřejmě tuberkulózou lymfatických uzlin), doprovázenou těžkými bolestmi hlavy. 
Změna politických poměrů ve Francii a nemoc ho v roce 1681 přiměly k definitivnímu návratu do Nizozemska. Nastěhoval se ke svému otci do domu v Haagu a pokračoval ve svých výzkumech. Po otcově smrti žil od roku 1688 na venkovském rodinném sídle Hofwijck ve Voorburgu (Na počátku 20. století zde bylo zřízeno Huygensovo muzeum). Dokončil návrh planetária, které se stalo součástí muzea v Leidenu. V roce 1689 Huygens navštívil Anglii, kde se seznámil s Isaacem Newtonem. Svou velkou sbírku dalekohledů a mikroskopů věnoval londýnské Královské společnosti. 
Nikdy se neoženil a neměl žádné děti. Zemřel 8. června 1695 v Haagu.

## Dílo

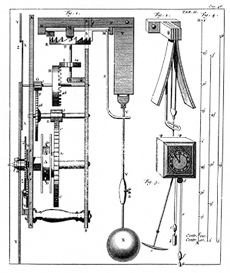
Huygensův návrh kyvadla - nákres z knihy Horologium (1673)

Huygensovy objevy ovlivnily celou řadu fyzikálních oborů. Své teorie a výsledky experimentů publikoval po částech s velkým časovým zpožděním, některé spisy byly vydány až posmrtně.
V roce 1657 uveřejnil sdělení o svém vynálezu kyvadlových hodin s netlumeným pohybem kyvadla, používaných dodnes. Sestrojil je roku 1655 a podrobně popsal ve spisu Horologium oscillatorium sive de motu pendulorum (Kyvadlové hodiny) v roce 1673. První hodiny podle Huygensova patentu byly postaveny na radničních věžích v Utrechtu a Scheveningenu. Nezávisle na Angličanu Hookovi vynalezl i setrvačku, regulátor pro přenosné hodiny. Jeho vynález umožnil stanovit zeměpisnou délku plujících lodí. Zobecnil také zákony otáčivého pohybu (zavedení pojmu moment setrvačnosti), objevil zákon zachování momentu hybnosti (1656), zkoumal zákony rázu těles a odstředivé síly (1659).

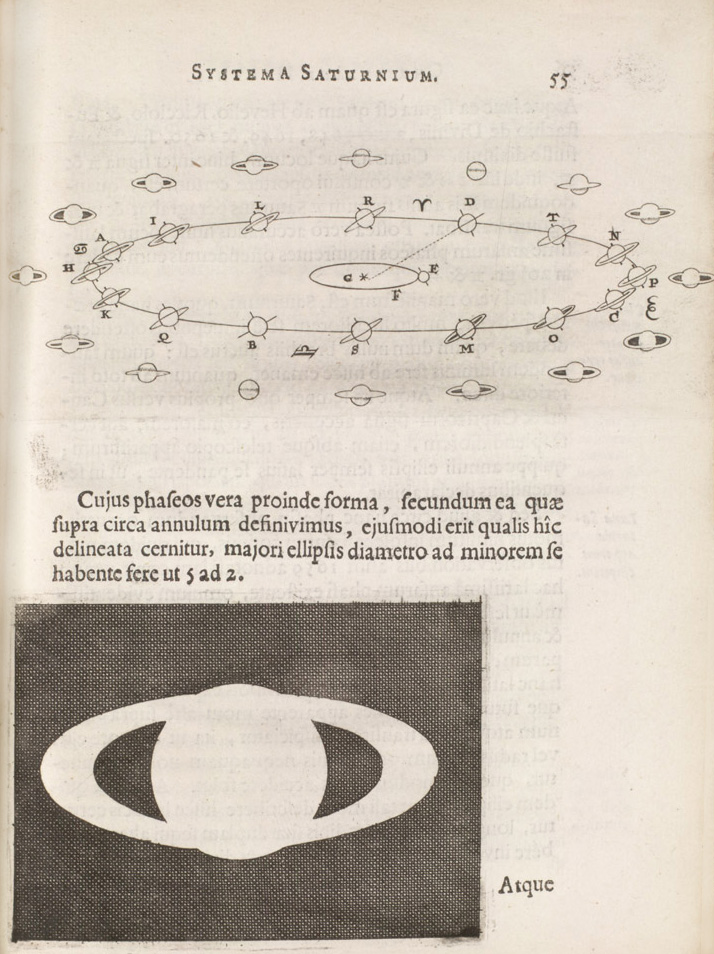
ukázka z knihy Systema Saturnium (1659)

Od roku 1652 se také věnoval optice, dalekohledům a mikroskopům. Zkonstruoval po něm pojmenovaný dvoučočkový okulár a postavil několik velkých dalekohledů s ohniskovou délkou až 75 metrů. V mikroskopii objevil metodu pozorování na temném pozadí. Na konstrukci mikroskopu a výrobě čoček spolupracoval s Antoni van Leeuwenhoekem. V roce 1703 byly vydány 3 knihy, v nichž byly shrnuty jeho poznatky z oboru dioptriky.
V roce 1659 popsal skutečný tvar saturnových prstenců (1659 v práci Systema Saturnium), objevil jeho měsíc Titan (25. března 1655), popsal emisní mlhovinu dnes nazývanou Velká mlhovina v Orionu (M-42) v souhvězdí Oriona a postupně našel i čtyři jasné hvězdy (tzv. Trapez čili Lichoběžník) v této mlhovině, které tuto mlhovinu svým světlem ozařují. Jako první pozoroval polární čepičky na Marsu a objevil velký tmavý útvar v rovníkové oblasti Marsu, dnes nazývaný Syrtis Major.  Zabýval se určováním vesmírných vzdáleností a v roce 1658 sestrojil mikrometr k měření úhlů a fotometr k porovnání svítivosti Slunce a Siria. 
Od konce 70. let se jeho zájem soustředil na teorii šíření světla. Popsal vlnové vlastnosti světla v díle Traité de la lumière (Pojednání o světle,1690) a postavil se tak proti Newtonovi. Pomocí konstrukce vlnoploch objasnil přímočaré šíření světla, zákon odrazu a lomu, popsal dvojlom a polarizaci. V práci Discours de la cause de la pesanteur (Rozpravy o příčinách tíže, 1690) se zabýval rotací nebeských těles a znovu zavedl starověký pojem éter (aithér). I když se teorie hmotného éteru ukázala později chybnou, ovlivnila na několik set let fyzikální uvažování než ji nahradil pojem fyzikální pole. Huygensův princip je dodnes platný pro všechny druhy šíření vln.
Na konci života navázal v práci Cosmotheoros (vydán 1698) na myšlenky Giordana Bruna o možnosti mimozemského života. Populární formou shrnul poznatky o vesmíru.

## Pojmenováno po něm
- Asteroid 2801 Huygens
- Kráter Huygens na Marsu
- Mons Huygens, hora na Měsíci [7]
- Planetární sonda Huygens
- Huygens Software pro zpracování obrazu v mikroskopu
- Huygensův princip